# Esentepe, Karatay
Esentepe là một xã thuộc quận Karatay, tỉnh Konya, Thổ Nhĩ Kỳ. Dân số thời điểm năm 2011 là 101 người.